# Ménoire
Ménoire é uma comuna francesa na região administrativa da Nova Aquitânia, no departamento de Corrèze. Estende-se por uma área de 6,43 km². Em 2010 a comuna tinha 125 habitantes (densidade: 19,4 hab./km²).